# Biziura lobata
L'anatra muschiata australiana (Biziura lobata Shaw, 1796) è un uccello acquatico della famiglia Anatidae, nativo dell'Australia meridionale. È l'unica specie vivente del genere Biziura.  Un parente estinto è l'anatra muschiata della Nuova Zelanda (B. delautouri) un tempo diffusa in Nuova Zelanda, ma conosciuta solo grazie a dei fossili.

## Distribuzione e habitat
È comune nei bacini dei fiumi Murray-Darling e del fiume Cooper Creek, e nelle zone fertili e umide del sud del continente: l'angolo sud-ovest dell'Australia occidentale, Victoria e Tasmania. Evita le zone troppo secche del nord, dell'ovest e del nord-ovest.